# Inferno (Divina Comédia)

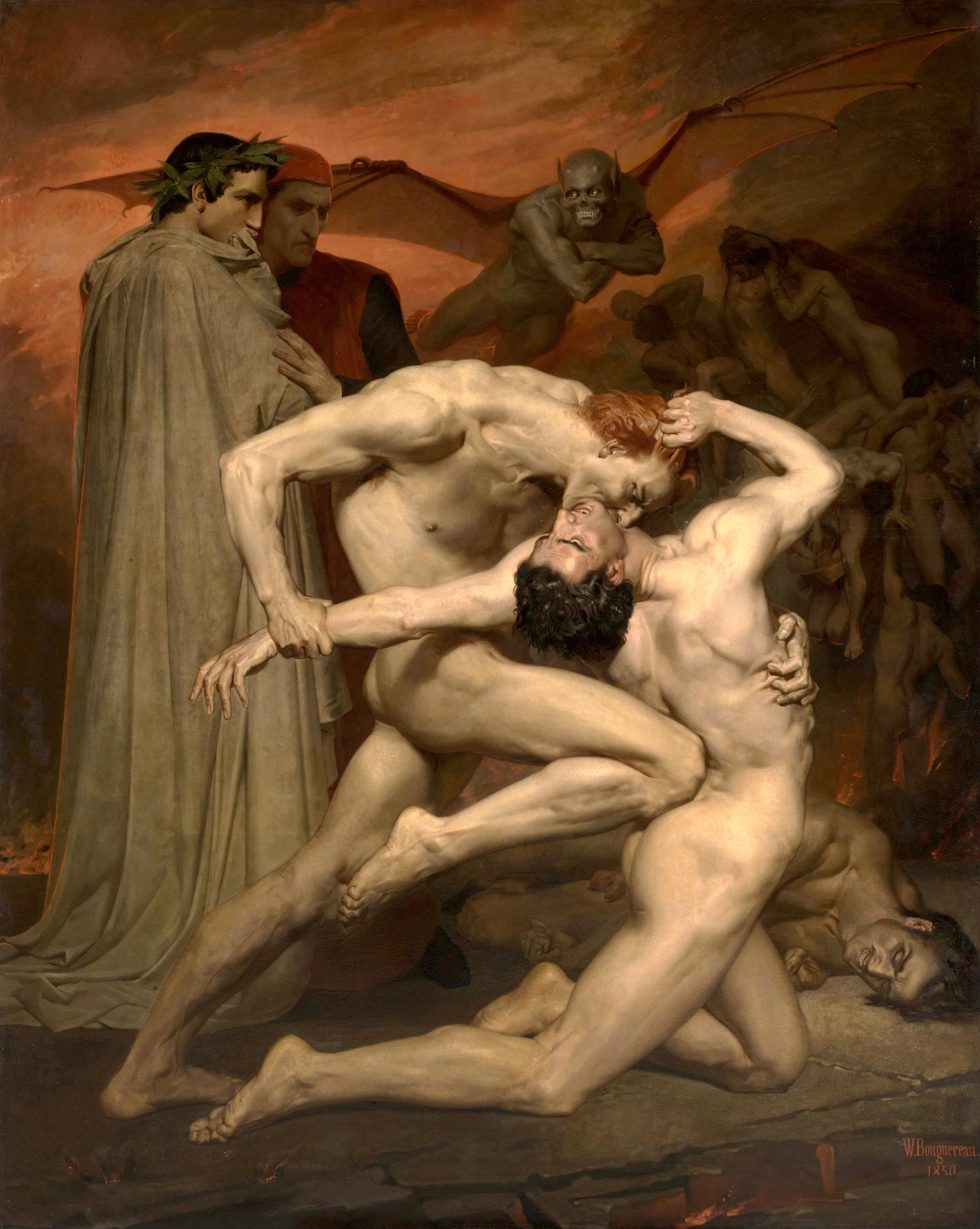
Dante e Virgílio no Inferno, por Bouguereau, no Museu de Orsay

O Inferno é a primeira parte da "Divina Comédia" de Dante Alighieri, sendo as outras duas o Purgatório e o Paraíso. Está dividido em trinta e três cantos (uma divisão de longas poesias), possuindo um canto a mais que as outras duas partes, que serve de introdução ao poema. A viagem de Dante é uma alegoria através do que é essencialmente o conceito medieval de Inferno, guiada pelo poeta romano Virgílio. No poema, o inferno é descrito com nove círculos de sofrimento localizados dentro da Terra. Foi escrito no início do século XIV. Os mais variados pintores de todos os tempos criaram ilustrações sobre esta obra, se destacando Sandro Botticelli, Gustave Doré e Salvador Dalí.

## Divisão
O inferno é formado por Nove Círculos, Três Vales, Dez Fossos e Quatro Esferas. Essa organização foi baseada na teoria medieval de que o universo era formado por círculos concêntricos. O inferno foi criado da queda de Lúcifer do Céu. Lúcifer teria caído em Jerusalém, a Terra Santa, portanto, ali está o Portal do Inferno. O inferno torna-se mais profundo a cada círculo, pois os pecados são mais graves. Portanto, os pecados menos graves estão logo no início, e os mais graves no final.

## A justiça do Inferno
A justiça do inferno debatida no canto 11 está de acordo com a ideia de Aristóteles que relata, na sua obra Ética a Nicômaco: "deve ser observado que há três aspectos das coisas que devem ser evitados nos modos: a malícia, a incontinência e a bestialidade." A alma incontinente tem culpa, mas a culpa é menos grave que o dolo (má-fé), a vontade de pecar. Esta vontade, quando se origina como manifestação da natureza animal é ainda menos grave que aquele pecado que é cometido de forma premeditada, usando a inteligência do ser humano para o mal - a inteligência é tida como um dom - mesmo assim, é menos grave um indivíduo planejar e executar um crime contra um desconhecido, que pode se defender do estranho que o ameaça, que ele fazer o mesmo com alguém que confia nele, e por isto está indefeso, por isso a traição, é considerada o maior pecado, que recebe a punição máxima no local mais profundo do inferno. A justiça divina retratada no livro é cabal, racional e definitiva, o que torna o inferno dantesco uma espécie de "caos impiedosamente ordenado".

## A selva e o monte
Dante, sem saber ao certo como, talvez por estar sonolento, perdeu-se em uma selva sombria, segundo a tradutora Dorothy L. Sayers, a selva é uma representação simbólica da perdição no pecado, "onde a confusão é tão grande que a alma não se acha capaz de reencontrar o caminho certo". Uma vez perdido na selva escura, um homem só poderá escapar se, através do uso da razão do intelecto, descer de forma que veja o seu pecado não como um obstáculo externo (as feras que aparecerão a seguir), mas como vontade de caos e morte dentro de si (inferno). Então Dante achou um monte, na interpretação de Sayers, "representa no nível místico a ascensão da alma a Deus. No nível moral, é a imagem do arrependimento. Pode ser escalado diretamente pela estrada certa, mas não pela selva selvagem porque ali os pecados da alma são expostos e aparecem como demônios (as feras) com um poder e vontade próprios, impedindo qualquer progresso". O monte pode ser uma representação alegórica da montanha do purgatório que não pode ser escalada pela selva escura. Dante a subiu e logo apareceram três feras (Pantera, Leão e a Loba), provavelmente os animais representam três tipos de pecados (que são discutidos no Canto 11) e também três divisões do inferno, é uma representação alegórica dos pecados de acordo com Tomás de Aquino, que influenciou Dante. A Pantera (incontinência), o leão (violência) e a loba (fraude) refletem níveis de gravidade de acordo com os conhecimentos do homem (quanto mais se sabe, mais grave é o pecado). Segundo Sayers, refletem três estágios da vida do homem (juventude, meia-idade e velhice). Os pecados cometidos na velhice seriam mais graves, pois quem os comete já sabe diferenciar o certo do errado.
Então Dante encontra Virgílio – que seria seu autor favorito - para sair dali. Virgílio propõe a Dante uma jornada pelo inferno, purgatório e paraíso, finalizando-se o canto 1. No canto 2, Dante se acovarda e tenta desistir da jornada, entretanto Virgílio o impede e revela ter sido mandado por Beatriz – a amada do Dante que saiu do céu e foi falar com Virgílio, no Limbo – para que o ajudasse. Então, Dante recupera sua coragem e é iniciada a sua epopeia.

### Portal do Inferno
| “ | Deixai toda a esperança, vós que entrais! | ” |

O Portal do Inferno não tem portas ou cadeados, somente um arco com um aviso que adverte: uma vez dentro, deve-se abandonar toda a esperança de rever o céu, pois de lá não se pode voltar. A alma só tem livre-arbítrio enquanto viva; portanto, decide em vida pelo céu ou inferno. Após a morte, perde a capacidade de raciocinar e tomar decisões.

### Vestíbulo do Inferno
O "Vestíbulo do Inferno" ou "Ante-Inferno" é onde estão os mortos que não podem ir para o céu nem para o inferno. "O céu e inferno são estados onde uma escolha é permanentemente recompensada (de forma positiva ou negativa), deve também existir um estado onde a negação da escolha seja recompensada, uma vez que recusar a escolha é escolher a indecisão." O vestíbulo é a morada dos indecisos, covardes e que passaram a vida "em cima do muro". Eles nunca quiseram assumir compromissos, tomar decisões firmes, por acharem que assim perderiam a oportunidade de fazer alguma coisa. Os covardes são condenados a correr em filas atrás de uma bandeira que corre rapidamente, enquanto são continuamente torturados pelas picadas de vespas e moscões, enquanto vermes roem suas pernas.
Entre o vestíbulo e o primeiro círculo está o rio Aqueronte, o primeiro dos rios do inferno, onde Caronte trabalha com sua balsa transportando os mortos. Existem outras formas (como portos) de atravessar o Aqueronte, sendo Dante muito pesado para ir à barca de Caronte - pois que está vivo - é mandado para uma dessas "outras entradas". O Portal do Inferno e o Vestíbulo são descritos no Canto III.

### Os Nove Círculos do Inferno

#### Primeiro Círculo, o Limbo (virtuosos pagãos)
Não se tem uma noção precisa de como se chega aqui, pois Dante desmaia no vestíbulo do inferno e quando acorda já está aqui. Antes do Limbo há um abismo sem fim, de onde se ouve os gritos dos pecadores. No Limbo estão aqueles que morreram antes da chegada de Jesus ao mundo, os pagãos virtuosos, e os não batizados, principalmente crianças. As almas são fadadas a vagar sem destino na mais completa escuridão - onde não é possível enxergar nada, segundo Dante - que representa a mente que nunca foi iluminada pela mensagem do Evangelho. Ao contrário dos outros círculos do Inferno, no Limbo as almas não gritam de dor; aqui só podem ser ouvidos os seus suspiros.
Aqui Dante encontra Horácio, Homero, Ovídio e Lucano, sendo Virgílio deste círculo. Dante pergunta a Virgílio se alguém do Limbo já foi levado para o céu, Virgílio diz que Deus já levou dali a alma de Adão, de Abel, de Noé, de Abraão, de David, de Jacó, de Isaac e seus filhos, de Raquel e muitas outras almas, e que, antes disso, nenhum espírito havia se salvado.
No limbo está situado o Castelo da Ciência Humana, com Sete Muralhas: O Trivium (Lógica, Gramática e Retórica) e o Quadrivium (Aritmética, Astronomia, Geometria e Música), ao redor do castelo está o Rio Eloquência. Neste castelo estão os personagens virtuosos e bondosos que morreram pagãos (pagão virtuoso): Electra, Heitor, Eneias, César, Camila, Pentesileia, Latino e sua filha Lavínia. Também estão Bruto e Saladino, os filósofos gregos Aristóteles, Platão e Sócrates, perto deles está Demócrito,  Diógenes de Sinope, Anaxágoras, Tales, Empédocles, Heráclito e Zenão, Dioscórides, Orfeu, Túlio, Lino, Sêneca, o geômetra Euclides, Ptolemeu, Hipócrates, Avicena, Cláudio Galeno e Averróis. O Limbo é descrito no Canto 4.

#### Segundo Círculo, Vale dos Ventos (luxúria)
Aqui está a Sala do Julgamento, onde Minos, o juiz do inferno, ouve as confissões dos mortos (que sempre dizem a verdade, pois não têm mais o dom da inteligência) e os condena a um círculo no inferno dessa maneira: se enrola em sua cauda tantas vezes quantos círculos quer que o pecador desça.
Logo depois está o Vale dos Ventos, onde padecem os luxuriosos, que sofrem e blasfemam contra Deus, enquanto são atormentados e arrebatados por um furacão e turbilhões de vento que não param nunca, arrastando os espíritos com violência, atormentando-os, ferindo-os e rolando-os. Em vida, eles eram levados por suas paixões, que os arrastavam como o vento; agora é o vento incessante que os arrasta no inferno. Aqui estão Semíramis, Cleópatra, Helena, Aquiles, Páris, Tristão e "mais mil almas que foram desfeitas pelo amor". Aqui também está Francesca de Rimini e seu amante Paulo Malatesta, que é seu cunhado. É descrito no Canto 5.

#### Terceiro Círculo, Lago de Lama (gula)
Aqui estão os Gulosos. Atolados numa lama suja e espessa e atormentados por uma tempestade fortíssima de granizo, gelo, neve e torrões de água suja que caem sem parar. Segundo Dante, os gulosos jazem imersos no próprio vômito. Cérbero, o cão de três cabeças, com apetite insaciável, arranha, esfola, esmaga, dilacera e esquarteja os espíritos dos gulosos. O prazer solitário da gula é ampliado no inferno, onde estes estão solitários na lama, sem falar com seus vizinhos. Em vida o prazer e o conforto de comer alegremente além dos limites é o desconforto de uma dolorosa chuva gelada, Cérbero representa a gula, o apetite sem limites. Aqui está Ciacco, um político florentino, o único guloso que não está submerso na lama, tendo falado com Dante, fazendo previsões sobre o futuro de Florença. É descrito no Canto 6.

#### Quarto Círculo - Colinas de Rocha (ganância)
Aqui estão os Pródigos e Avarentos. Neste círculo repleto de montanhas, suas riquezas materiais se transformaram em grandes pesos de barras e moedas de ouro que um grupo deve empurrar contra o outro e também trocarem-se injúrias, pois suas atitudes em relação à riqueza foram opostas. Aqui habitam Plutão e Fortuna, que na mitologia grega, são deuses da riqueza. É descrito até a metade do Canto 7.

#### Quinto Círculo - Rio Estige (ira)

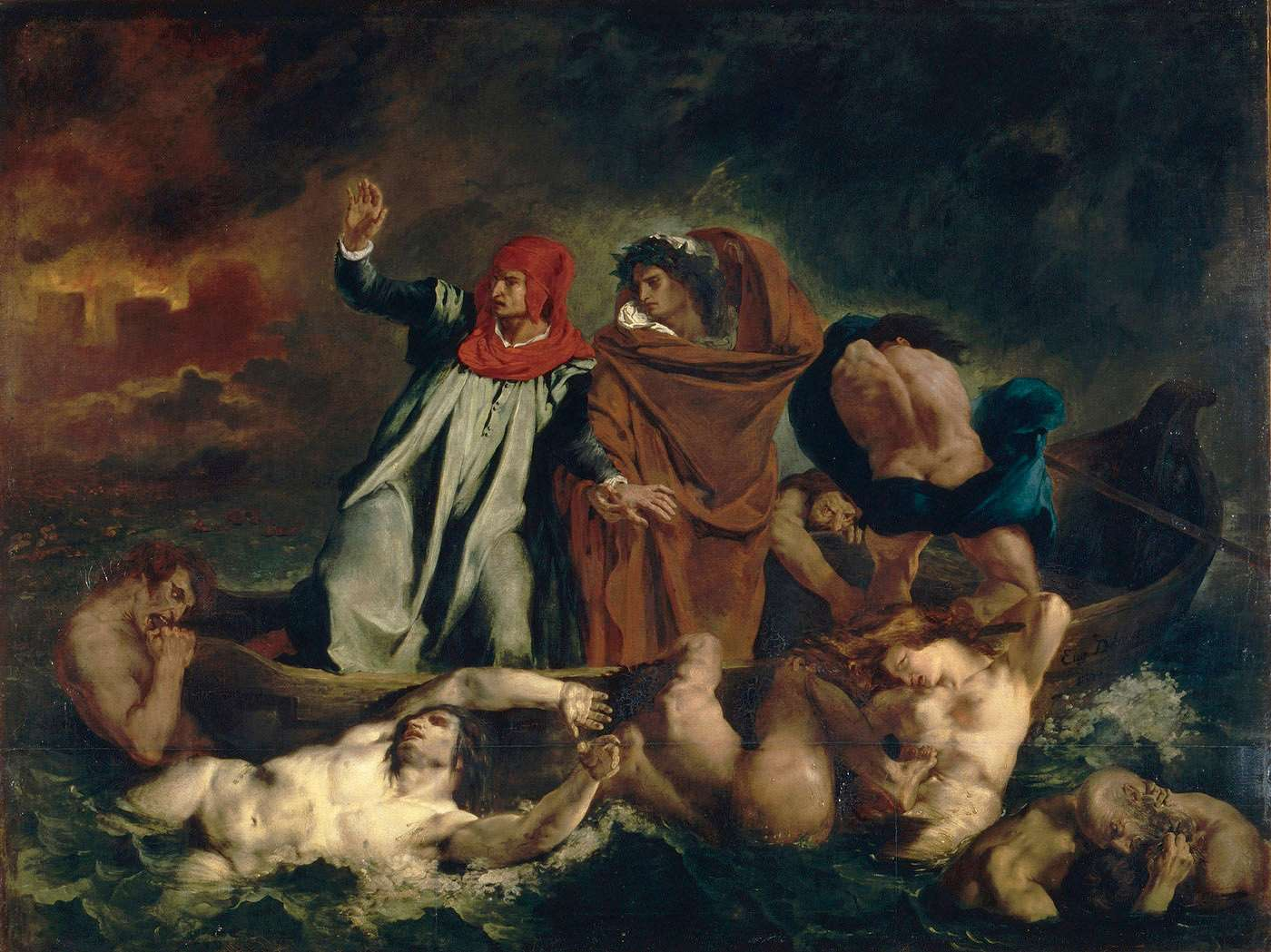
Dante e Virgílio atravessando o rio Estige, por Eugène Delacroix

Na entrada para este círculo está uma cachoeira de água e sangue borbulhante e fervente cuja água era mais escura que roxa. A água desce algumas praias e forma um lago que se chama Estige, onde estão amontoados os acusados de ira, que estão juntos batendo-se e torturando-se numa raiva sem fim. No fundo do Estige estão os rancorosos que nunca demonstraram sua ira; eles não podem subir à superfície e ficam na lama do fundo do rio, soltando as bolhas que se veem na superfície. Flégias, que incendiou o templo de Apolo por este ter violado sua filha,vêm fazendo com sua barca a travessia do rio Estige. Quando Dante e Virgílio fazem a travessia, Filipe Argenti, um nobre florentino, se agarra ao barco e fala com Dante, sendo depois puxado para o pântano pelos seus companheiros. É descrito no final do Canto 7, continua no Canto 8 com a chegada de Flégias, sua descrição acaba na metade do canto 8.

#### Cidade de Dite/Dis

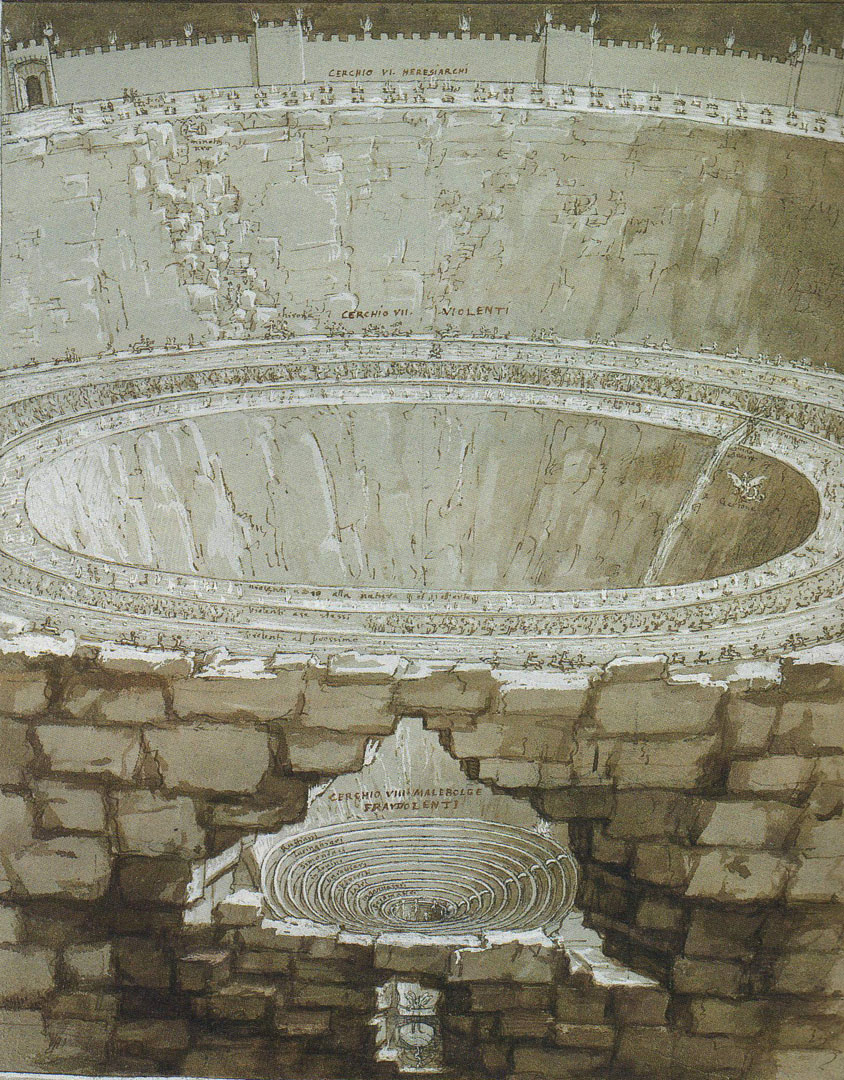
A parte baixa do Inferno, no interior as muralhas da Cidade de Dite. Há uma queda a partir do sexto círculo para os três vales do sétimo círculo, em seguida, novamente para os dez fossos do oitavo círculo, e, no fundo, para o nono círculo de gelo, por Johannes Stradanus

A Cidade de Dite serve de divisão entre os pecados cometidos sem intenção (culpa) e os pecados cometidos conscientemente (dolo). É cercada por fogo, fossos profundos e por muralhas de ferro, sobre as portas da cidade estão mais de mil anjos caídos. No alto de uma torre estão as três Erinias (Megera, Aleto e Tisífone) enroladas em hidras e a Medusa. Inicialmente os demônios não abrem a porta de Dite para Dante e Virgílio, então para auxiliá-los, surge um anjo que chegou à porta e com uma varinha abriu-a, sem nenhuma oposição.

#### Sexto Círculo, Cemitério de Fogo (heresia)
É um cemitério que abriga vários grupos hereges, entre eles, aqueles que não acreditaram na existência de Deus e de Jesus Cristo como Seu Filho, como os seguidores das doutrinas de Epicuro, que negava a sobrevivência da alma após a morte corporal. Eles estão confinados em túmulos abertos de onde sai o fogo eterno (é um paralelo de Dante á punição que a Igreja dava aos hereges: serem queimados em fogueiras). Em cada túmulo há mais de mil condenados. Em um dos túmulos está Farinata degli Uberti, um político florentino, neste mesmo túmulo está Frederico II e o cardeal Ottaviano degli Ubaldini. Logo depois dos muros da cidade há mais alguns túmulos, num deles está o papa Anastácio II. É descrito a partir da metade do Canto 8, que termina pouco depois que Dante e Virgílio chegam em Dite, continua no canto 9 e no Canto 10, acabando no início do Canto 11.

#### Sétimo círculo, Vale do Flegetonte (violência)
No fim do sexto círculo há um alto precipício circular (de onde vem um terrível cheiro) que leva ao sétimo círculo, onde estão os violentos, que distribuem-se por três vales (ou giros). No canto 11, Virgílio descreve a justiça do inferno. O sétimo círculo é descrito do canto 12 ao canto 17, cada canto descrevendo um vale e os últimos três a cachoeira.
- Primeiro Vale - Vale do rio Flegetonte (violência contra o próximo):  O rio Flegetonte é um rio de sangue fervente. Na sua margem estão algumas ruínas e o Minotauro de Creta, ainda na margem do rio, um pouco mais à frente, correm as filas de centauros, dentre eles destacam-se Quíron, Nesso e Fólo, os centauros estão armados com arcos e flechas, e atiram setas em todas as almas que se erguem do sangue mais do que lhe destinou sua culpa. Os violentos contra pessoas e seus bens, estão mergulhados no rio de sangue daqueles que oprimiram, quanto mais grave o crime, maior a parte imersa. Os tiranos mantém acima da superfície somente as sobrancelhas, eles atentaram contra a vida e contra os bens de suas vítimas, dentre eles está Alexandre, Dionísio, Azolino, Opizzo da Esti. Os assaltantes dentro do rio têm apenas o peito de fora, eles são punidos por terem praticado violência contra os bens de suas vítimas. Os homicidas só mantêm fora a cabeça. Também estão aqui Átila, Pirro e Sisto [desambiguação necessária], Riniero de Corneto e Riniero Pazzo. É descrito no canto 12.
- Segundo Vale - Vale da Floresta dos Suicidas (violência contra si mesmos): Os violentos contra si mesmos (suicidas) são transformados em árvores sombrias e retorcidas; por todo lado ouvem-se gritos lamentosos. Quando os pecadores chegam e caem na selva, são transformadas em sementes, crescendo até tornarem-se árvores silvestres. A folhagem não era verde, mas escura, os ramos não eram lisos, mas nodosos e torcidos, não frutos, mas espinhos venenosos. É onde estão os ninhos das Harpias citadas na Eneida, que se alimentam das suas folhas, causando dor e sangramentos nas árvores. Aqui também estão os esbanjadores (violentos contra os próprios bens) que são eternamente perseguidos por cadelas famintas que representam a pobreza e o desespero. É descrito no Canto 13.
- Terceiro Vale - Vale do Deserto Abominável (violência contra Deus): Os violentos contra Deus são condenados a jazer num deserto de areia quente onde chovem chamas de fogo, o areal. Estéril e sem vida, é o oposto do mundo criado por Deus. Eles vivem em um mundo sem cor, sem conforto e sem esperança, o mundo que desejaram ter em vida, rejeitando tudo o que Deus lhes oferecera, preferindo dar maior valor às coisas materiais. Aqui chove chamas sobre  terra areenta, como chove neve nos Alpes Aqui está Capâneo. Existem quatro tipos de violentos contra Deus: Blasfemadores, os violentos contra a Palavra de Deus, que jazem deitados no chão, em maior sofrimento. Intelectuais, os violentos contra o Espírito de Deus, que ficam espremidos uns sobre os outros. Sodomitas, os violentos contra a Natureza de Deus, condenados a correr pelo deserto, sem rumo, e se pararem, são condenados a permanecer no mesmo lugar por mil anos. Usurários, os violentos contra a Sabedoria de Deus, que jazem sentados nas chamas. É descrito no Canto 14.
- Cachoeiras de Sangue: Aqui brota o rio Flegetonte, cujas águas passam pelo deserto e a floresta, suas margens são de pedra, Dante e Virgílio caminharam pelas margens para não se queimarem. A passagem para o próximo círculo, está no fundo do vale, sendo feita de pedra. Também no fundo está a cachoeira contida pelo dique do Flegetonte, o vapor do regato condensa-se por cima, salvando do fogo a água e as margens. Há uma multidão de almas que está ao longo do dique, dentre elas está Bruneto, que conversa com Dante, também estão aqui Guido [desambiguação necessária], Tegghiaio Aldobrandi e Tiago Rusticucci. Dante e Virgílio montam no gigante Gerião para atravessar o rio de sangue e ir para o oitavo círculo. É descrito no Canto 15, 16 e 17.

#### Oitavo círculo, o Malebolge (fraude)
Este círculo chama-se Malebolge, é todo em pedra e da cor do ferro, assim como a muralha que o cerca. Aqui estão os fraudulentos. Este círculo está dividido em dez fossos (ou Bolgias), semelhantes aos fossos que defendem certos castelos, os fossos estão ligados entre si por pontes. É descrito do Canto 18 ao 30.
- Primeira Bolgia: Os rufiões e sedutores são continuamente açoitados por demônios. Eles exploraram as paixões dos outros, controlando-os para servir a interesses próprios. Aqui são eles que são levados, com chicotadas, a cumprir o desejo dos demônios. Aqui está Venedico Caccianimico e Jasão. É descrito até a metade do Canto 18.
- Segunda Bolgia: Os aduladores e lisonjeiros estão submergidos em um fosso de fezes e esterco. Em vida eles exploravam os outros ao tirar proveito de seus medos e desejos; sua arma é a linguagem fraudulenta, através de raciocínios falsos, que destroem a comunicação entre as mentes. Eles estão imersos nas próprias fezes, a sujeira que deixaram no mundo. Aqui está Alessio Interminei de Lucca, Medeia e Isifila. É descrito a partir da metade do Canto 18, finalizando neste canto.
- Terceira Bolgia: Os simoníacos (traficantes de artefatos sagrados) estão enterrados de cabeça para baixo e suas pernas são assadas por velas. Esta é a punição aplicada aos assassinos de aluguel, pelas leis da República Florentina. Os buracos se assemelham a fontes de batismo. Os simoníacos, que perverteram a igreja, são "batizados" ao contrário: em vez de óleo, o fogo, aplicado aos pés. Vários condenados ocupam o mesmo buraco onde são empilhados, ficando apenas o mais recente com as pernas de fora. Aqui está o papa Nicolau III, o maior simoníaco, fato demonstrado pela altura das chamas nos seus pés. Inicialmente Nicolau confunde Dante com o Bonifácio VIII, quando a confusão é esclarecida, Nicolau diz a Dante que prevê a condenação por simonia de Bonifácio VIII e de Clemente V, um papa ainda mais corrupto. É descrito no Canto 19.
- Quarta Bolgia: Os adivinhos têm a cabeça torcida, voltada para as costas, de forma que não conseguem olhar para a frente. Segundo Dante, as lágrimas molham suas nádegas. É a punição por alegarem saber o futuro que somente Deus sabe. Aqui está Tirésias, Manto, Eurípilo, Miguel Scotto e Guido Bonatti. É descrito no Canto 20.
- Quinta Bolgia: Os corruptos estão submergidos em um lago de espesso piche fervente; os que tentam ficar com a cabeça acima do caldo são torturados por demônios, que os dilaceram. Em vida, os corruptos tiraram proveito da confiança que a sociedade depositava neles; no inferno estão submersos em caldos, escondidos, pois suas negociações eram feitas às escondidas. Os demônios e o significado literal dos nomes que habitam o quinto fosso são: Malacoda (malvada cauda); Calcabrina (pisa neve); Alichino (asa baixa); Cagnazzo (focinho de cão); Barbariccia (barba crespa); Libicocco (libiano); Draghignazzo (dragão feio); Graffiacane (esfola-cães); Ciriatto (porcalhão); Farfarello (duende); Rubicante (vermelhaço) e Scarmiglione (cabelo bagunçado). A ponte que liga o quinto fosso ao sexto, conforme Malacoda explicou a Virgílio, desmoronou há 1266 anos (a contar da época em que o poema se passa), quando Jesus morreu - por isso, os demônios sob ordens de Malacoda, levam Dante e Virgílio por outro caminho que dá para o sexto fosso. Nesse fosso encontra-se Ciampolo, que é pego pelos demônios fora do piche, e enganam-os dizendo que ia entregar outros companheiros que de vez em quando também ficavam fora do caldo, mas ainda consegue fugir dos demônios e mergulhar novamente no piche, o que provoca uma briga entre os demônios. Ciampolo também revela a existência de frei Gomita. Os demônios começam a perseguir Dante e Virgílio, responsabilizando-os pela briga, mas eles conseguem escapar antes de serem pegos indo para o sexto fosso, para onde os demônios não puderam acompanhá-los, pois não podem sair do quinto fosso. É descrito no Canto 21 e 22, acabando no início do Canto 23.
- Sexta Bolgia: Os hipócritas estão vestidos com roupas brilhantes, atraentes, porém pesadas como o chumbo. Este é o peso que não sentiram na consciência ao fazerem maldades. No inferno, sentem o peso de seu falso brilho. Aqui estão os frades Catalano e Loderingo. É descrito do início do Canto 23 e acaba no início do Canto 24, onde Dante e Virgílio tem de escalar uma ruína que vai para o sétimo fosso. Nesse fosso esta Caiphás, o sacerdote que condenou Jesus, que fica crucificado no chão, sendo pisoteado pelos outros condenados, sofrendo as mesmas dores que Cristo sofreu.
- Sétima Bolgia: Os ladrões têm seus corpos roubados constantemente por serpentes e outros répteis monstruosos que os atravessam e os desintegram, roubando seus traços humanos. É a punição por terem se apoderado do que não era seu, sendo que agora, as serpentes se apoderam de sua próprias identidades. Aqui está Agnel (Agnello dei Brunelleschi), um nobre florentino que aparece inicialmente como uma alma humana, mas depois Cianfa dei Donati (um outro nobre florentino), se mescla com Agnel, Cianfa aparece pela primeira vez como um réptil de seis patas. Puccio Sciancato é outro nobre florentino. Puccio é o único que não se transforma em serpente durante a visita de Dante. É descrito do início do Canto 24 ao Canto 25.[2]
- Oitava Bolgia: Os maus conselheiros estão envoltos por chamas, oceanos de lava e uma tempestade de raios contínua. Em vida eles induziram outros a praticar a fraude. "O fogo que os atormenta também oculta os conselheiros da fraude, pois o pecado deles foi cometido escondido. E como pecaram com suas línguas, agora a fala só pode passar pela língua da chama furtiva". Aqui está Ulisses, Diomedes e . É descrito do Canto 26 ao Canto 27.
- Nona Bolgia: Os semeadores de discórdias são esfaqueados pela espada de um demônio, que os pune causando mutilações em partes do corpo representativas do tipo de discórdia que provocaram. Eles estão com as entranhas para fora, aparecendo seus estômagos; alguns têm a cabeça cortada; outros, os braços e as pernas; outros, a língua, as orelhas ou o nariz. Existem três tipos de semeadores de discórdias: Criadores de cismas religiosos, instigadores de conflitos sociais e semeadores de desunião familiar. Aqui está Geri del Bello e Bertrand de Born. É descrito do Canto 28 até o inicio do Canto 29.
- Décima Bolgia: Pecadores que cometeram qualquer tipo de falsificação, jazem cobertos por todo tipo de doença e pestilência. "Em nossa sociedade, eles podem representar aqueles que falsificam remédios e comida, os que constroem prédios e casas com materiais de baixa qualidade e etc". Aqui são seus corpos que se tornam falsos, ao apodrecerem, cobertos por enfermidades, que, segundo Dante, exalam um fedor insuportável. Existem quatro tipos de falsificadores aqui, sendo eles: Alquimistas, que são inchados pela hidropsia; Simuladores, que são atacados pela lepra e pela sarna; Falsos, que são transformados em loucos; e Mentirosos, atacados por uma febre ardentíssima e pela sede eterna. É descrito do início do Canto 29 ao 30.

#### Nono Círculo, lago Cocite (traição)
Gigantes obstruem a passagem do oitavo círculo para este, estão acorrentados em poços congelados, é a punição por em vida terem se revoltado contra Júpiter. Os gigantes são: Nemrode, Efialtes, Briareu, Encélado, Egeon e Anteu. Anteu ajuda Dante e Virgílio a irem para o próximo círculo, carregando-os nas mãos e colocando-os lá. O Nono Círculo é o lago Cocite, que está congelado, o lago das lamentações que fica no centro da Terra e é formado pelas lágrimas dos condenados e pelos rios do inferno que nele deságuam seu sangue. No Cocite estão imersos os traidores, representados por Lúcifer, o traidor de Deus, que aqui reside. Os traidores distribuem-se em quatro esferas diferentes, dependendo da gravidade da traição cometida. As esferas chamam-se: Caína, Antenora, Ptolomeia e Judeca. O Canto 31 descreve Dante e Virgílio descendo a este círculo, do canto 32 ao 34 é descrito o nono círculo .
- Esfera da Caína: É onde são punidos os traidores de seus parentes. Aqui as almas permanecem submersas com apenas o tórax e a cabeça fora do gelo. Seu nome tem origem no personagem bíblico Caim que matou seu irmão Abel por causa de inveja.
- Esfera da Antenora: Aqui são punidos os traidores de sua pátria ou partido político. As almas ficam submersas no nível do pescoço, com apenas suas cabeças fora do gelo. O nome foi tirado de Antenor, o príncipe troiano que traiu o seu país ao manter uma correspondência secreta com os gregos. Antenora e Ptolómeia são descritas no Canto 32 e 33.
- Esfera da Ptoloméia ou Toloméia: Aqui são punidos os traidores de seus hóspedes. As almas estão presas no gelo do lago apenas com o rosto para fora de forma que, quando choram, suas lágrimas congelam e cobrem seus olhos. O nome origina-se do personagem bíblico Ptolomeu, onde o capitão de Jericó convida Simão e seus dois filhos ao seu castelo e lá, traiçoeiramente, os mata a sangue-frio: "pois quando Simão e seus filhos haviam bebido bastante, Ptolomeu e seus homens se levantaram, e sacaram de suas armas, e chegaram até Simão na sala de ceia, e o mataram, e seus dois filhos, e parte dos seus servos." Aqui está o Conde Ugolino della Gherardesca e o Arcebispo Rogério.
- Esfera da Judeca: Aqui estão aqueles que, em vida, traíram seus mestres e reis. Eles sofrem intensamente por estarem submersos totalmente no gelo do Cócito, conscientes, para a eternidade; segundo Dante, alguns estão deitados, outros encolhidos e  outros de cabeça para baixo. Aqui reside Lúcifer, também preso no gelo até o meio do peito, peludo, com enormes asas que possuem membranas como a dos morcegos no lugar de penas, provoca um vento sentido por toda a esfera, ele tem três cabeças e com cada uma delas, morde três dos maiores traidores da história: Judas, Brutus e Cassius. O nome vem de Judas, o traidor de Jesus Cristo. É descrita no Canto 34, finalizando o Inferno.

## Na cultura popular
O Inferno conforme descrito por Dante na sua Divina Comédia no século XIV ficou profundamente marcado na cultura popular, e auxiliou a criar a visão de um inferno relacionado à paixão, desejo, pecado e condenação. Muitas vezes, em filmes e séries ou mesmo desenhos animados ele é citado. Por exemplo, o inferno da Saga de Hades, em Os Cavaleiros do Zodíaco de Masami Kurumada, um dos mais famosos animes japoneses, foi baseado no inferno de Dante.
Às vezes, lugares muito quentes podem ser relacionados ao inferno descrito por Dante. A banda americana de heavy metal, Iced Earth, têm uma música chamada Dante's Inferno, lançada no álbum Burnt Offerings de 1995, baseada no livro de Alighieri. Ela descreve a travessia de Dante exatamente como o livro o faz.
Em 2010, foi criado o videogame "Dante's Inferno" relacionado à Divina Comédia, fiel às descrições de Dante Aliguieri sobre o inferno.
Em 2011, a banda de post-Hardcore Alesana lançou um álbum baseado No conto, o nome do álbum e "A Place Where the Sun Is Silent".
O livro Inferno de Dan Brown o professor Robert Langdon tem que seguir uma série inquietante de códigos criada por uma mente brilhante, obcecada tanto pelo fim da superlotação no mundo quanto por uma das maiores obras-primas literárias de todos os tempo: A Divina Comédia,de Dante Alighieri.
O álbum Underworld, da banda estadunidense Symphony X, foi inspirado por Inferno. A banda brasileira de heavy metal Sepultura lançou em 2006 o intitulado Dante XXI, disco onde nele é contido uma grande homenagem a Divina Comédia, a música Convicted In Life possui um vídeo clip onde nele os músicos se encontram no inferno descrito por Dante.

## Cantos do Inferno
| Cantos       | Local descrito                                                    |
| ------------ | ----------------------------------------------------------------- |
| 1            | Introdução.                                                       |
| 2            | Introdução ao Inferno.                                            |
| 3            | Vestíbulo do Inferno.                                             |
| 4            | Primeiro Círculo.                                                 |
| 5            | Segundo Círculo.                                                  |
| 6            | Terceiro Círculo.                                                 |
| 7 - 8        | Quarto Círculo e Quinto Círculo.                                  |
| 9 - 10 - 11  | PORTAS DE DITE. Sexto Círculo.                                    |
| 12 ao 17     | Sétimo Círculo: Primeiro Vale, Segundo Vale e Terceiro Vale.      |
| 18           | Oitavo Círculo: Primeiro Fosso e Segundo Fosso.                   |
| 19           | Oitavo Círculo: Terceiro Fosso.                                   |
| 20           | Oitavo Círculo: Quarto Fosso.                                     |
| 21 - 22      | Oitavo Círculo: Quinto Fosso.                                     |
| 23           | Oitavo Círculo: Sexto Fosso.                                      |
| 24 - 25      | Oitavo Círculo: Sétimo Fosso.                                     |
| 26 - 27      | Oitavo Círculo: Oitavo Fosso.                                     |
| 28 - 29 - 30 | Oitavo Círculo: Nono Fosso e Décimo Fosso.                        |
| 31           | Descendo para o nono círculo.                                     |
| 32           | Nono Círculo: Primeira Esfera (CAÍNA). Segunda Esfera (ANTENORA). |
| 33           | Nono Círculo: Terceira Esfera (PTOLOMEIA).                        |
| 34           | Nono Círculo: Quarta Esfera (JUDECA).                             |